# 谢玉洪
谢玉洪（1961年2月3日—），男，汉族，河北沧州人，中国海洋油气勘探开发工程管理专家，中国海洋石油集团有限公司教授级高级工程师，中国工程院院士。